# Naşīrābād
Naşīrābād (persiska: نصير آباد) är en ort i Iran.   Den ligger i provinsen Teheran, i den centrala delen av landet, 30 km sydväst om huvudstaden Teheran. Naşīrābād ligger 1 040 meter över havet och antalet invånare är 23 802.
Terrängen runt Naşīrābād är platt. Runt Naşīrābād är det tätbefolkat, med 276 invånare per kvadratkilometer. Närmaste större samhälle är Nasīm Shahr, 8,4 km norr om Naşīrābād. Omgivningarna runt Naşīrābād är i huvudsak ett öppet busklandskap.